# Archaeotherium
Archaeotherium – wymarły rodzaj ssaka z rodziny Entelodontidae, przedstawiciel megafauny, żyjący we wczesnym oligocenie. 

## Występowanie
Odnaleziony został w USA w takich stanach jak: Dakota Północna, Dakota Południowa, Wyoming, Nebraska. Był krewnym dzisiejszych pekari i innych kopytnych. 

## Morfologia
Przypominał prawdopodobnie wielką pekari o groźnych kłach i guzach na głowie. Rozmiary to wysokość 1,2 m w kłębie i 2m  na długość.

## Pożywienie

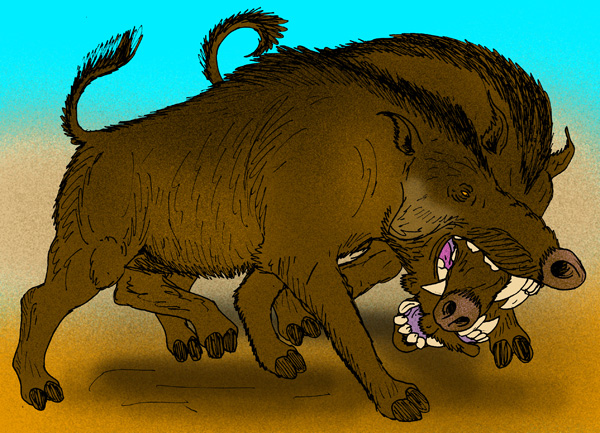
Rekonstrukcja Archaeotherium mortoni

Największy gatunek, A. mortoni, mógł być agresywnym drapieżnikiem wielkości dzisiejszej krowy, na ostatniej pozycji w łańcuchu pokarmowym. Szczęki nosorożców i kości innych zwierząt odnajdywane były ze śladami kłów tego drapieżnika. Utrwalone ślady w Toadstool Park ukazują, jak idący naprzód nosorożec Subhyracodon zatrzymał się, prawdopodobnie ujrzawszy bestię, po czym rzucił się do ucieczki, a morderczy napastnik gonił mu po piętach.
Nowsze jednak postulują, że stworzenie to, jak współcześni krewni świni, raczej grzebało w ziemi w poszukiwaniu korzeni i bulw.
Dowody z Wyoming Dinosaur Center mówiące, że A. posiadał schowki, w którym magazynował swą zdobycz na cięższe dni, nie uzyskały powszechnej aprobaty. Kości były znajdowane obok wielbłąda Poebrotherium.

## Systematyka

### Etymologia
- Archaeotherium: gr. αρχαιος arkhaios „prymitywny, antyczny”; θηριον thērion „dzike zwierzę”, od θηρ thēr, θηρος thēros „zwierzę”[8].
- Arctodon: gr. αρκτος arktos „niedźwiedź”; οδους odous, οδοντος odontos „ząb”[9]. Gatunek typowy: gatunek nienazwany.
- Pelonax: gr. πηλος pēlos „błoto”; ονυξ onux, ονυχος onukhos „pazur, paznokieć”[10]. Gatunek typowy: Elotherium ramosum Cope, 1874.
- Megachoerus: gr. μεγας megas, μεγαλη megalē „wielki”[11]; χοιρος khoiros „świnia”[12]. Gatunek typowy: Megachoerus zygomaticus Troxell, 1920.
- Choerodon: gr. χοιρος khoiros „świnia”[12]; οδους odous, οδοντος odontos „ząb”[13]. Gatunek typowy: Choerodon caninus Troxell, 1920.
- Scaptohyus: gr. σκαπτω skaptō „kopać”[14]; ὑς hus, ὑος huos „świnia, wieprz”[15]. Gatunek typowy: Scaptohyus altidens Sinclair, 1921.

### Podział systematyczny
Do rodzaju należały następujące gatunki: 

- Archaeotherium altidens (Sinclair, 1921)[6]
- Archaeotherium caninum (Troxell, 1920)[5]
- Archaeotherium coarctatum (Cope, 1889)[17]
- Archaeotherium crassum (Marsch, 1873)[18]
- Archaeotherium ingens (Leidy, 1856)[19]
- Archaeotherium latidens (Troxell, 1920)[20]
- Archaeotherium lemleyi Macdonald, 1956[21]
- Archaeotherium marshi Troxell, 1920[22]
- Archaeotherium minimum (Schlaikjer, 1935)[23]
- Archaeotherium mortoni Leidy, 1850[1]
- Archaeotherium palustre Schlaikjer, 1935[24]
- Archaeotherium potens (Marsh, 1893)[25]
- Archaeotherium praecursor (Scott, 1940)[26]
- Archaeotherium ramosum (Cope, 1874)[27]
- Archaeotherium scotti Sinclair, 1921[28]
- Archaeotherium superbus (Leidy, 1868)[29]
- Archaeotherium trippense M.F. Skinner, S.M. Skinner & Gooris, 1968[30]
- Archaeotherium wanlessi Sinclair, 1921[31]
- Archaeotherium zygomaticum (Troxell, 1920)[20]